# Höchhus Küsnacht

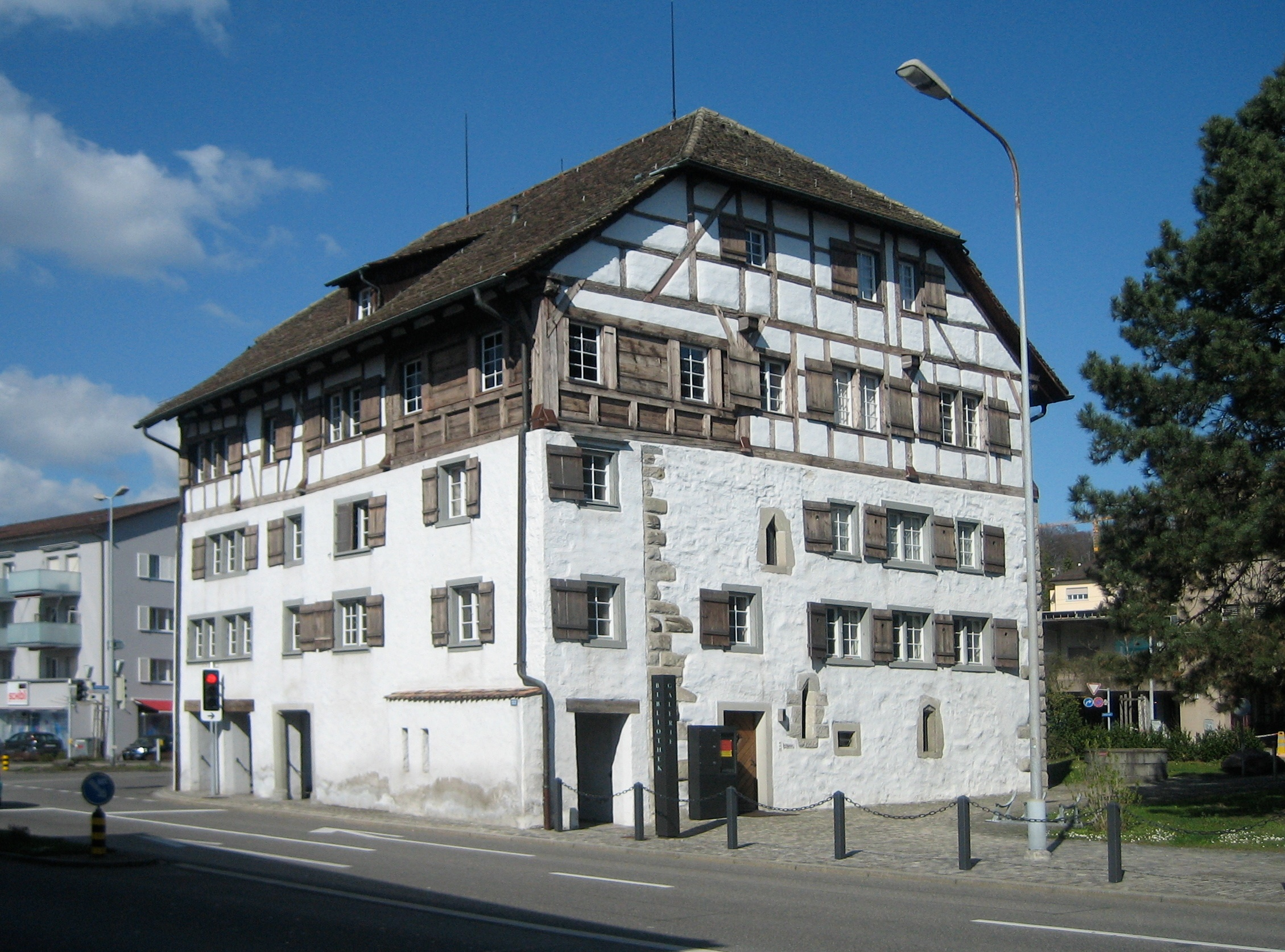
Ansicht von der Seestrasse

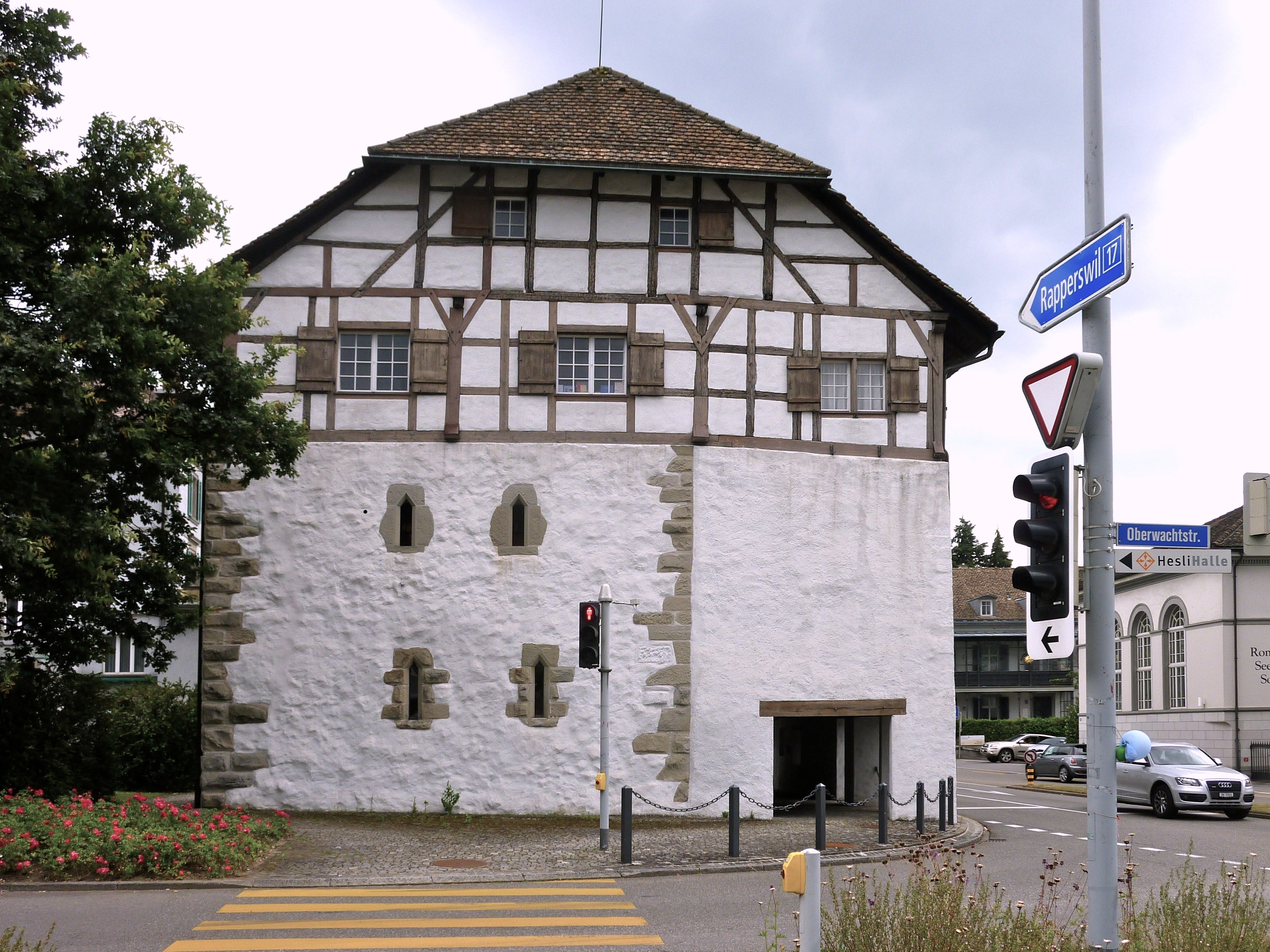
Ansicht von Norden

Das Höchhus (zürichdeutsch für hohes Haus) ist ein mittelalterliches Gebäude in Küsnacht im Kanton Zürich in der Schweiz.

## Gebäude
Das Höchhus bestand ursprünglich aus zwei Gebäuden, die gleichzeitig erstellt wurden: einem quadratischen Turm von rund 8,7 auf 8,7 Metern und einem rechteckigen Gebäude von rund 11,5 auf 7,5 Metern. Die Mauerdicke beträgt hier knapp 1 Meter, beim Turm 1,2 Meter. Beide Gebäude bestanden ursprünglich aus zwei Geschossen, die im ersten Stock durch eine Türe miteinander verbunden waren. Als im 17. Jahrhundert auf der Seeseite ein neuer dreistöckiger Hausteil angebaut wurde, erhielten auch die alten Hausteile drei Stockwerke. Zugleich wurden der als Fachwerk ausgeführte Oberbau und das Krüppelwalmdach erstellt. Aus dieser Zeit stammt wohl auch der Name «Höchhus»: Das Gebäude überragte die umliegenden einfachen Häuser deutlich.

## Geschichte
Über die Erbauung des Höchhuses gibt es keine schriftlichen Unterlagen. Merkmale des Mauerwerks und der Bauweise der Mauern sprechen für eine frühe Erbauung im 12. Jahrhundert. Das Haus soll von den Regensbergern, die damals auf der Burg Wulp sassen, als Aufbewahrungsort für den Zehnten gedient haben.
Anderen Überlegungen zufolge wurde der Bau als Verwaltungsgebäude der Zürcher Ritterfamilie Mülner erstellt, die im 14. Jahrhundert die Reichsvogtei zu Küsnacht als Lehen besassen.
Zwischen 1320 und 1333 hatte Mülner neben Küsnacht unter anderem Stadelhofen, Witikon, Zumikon mit Waltikon und Gössikon sowie Zollikon und Goldbach für geleistete Dienste erhalten, wodurch am unteren Zürichsee ein fast zusammenhängendes Territorium entstanden war. Zur Verwaltung seiner Güter und zur Ausübung der niederen Gerichtsbarkeit scheint Götz I. einen Ammann eingesetzt zu haben. Es ist zudem denkbar, dass das «Höchhus» an der Stelle der vermutlich in der Regensberger Fehde zerstörten Burg Wulp errichtet wurde und die Mülners die Vogteien der Regensberger erhielten. Dass die Mülner selber im Höchhus gewohnt haben, ist unwahrscheinlich, hatten sie doch ihren Wohnsitz in der Stadt im Haus zum Schwert.
Die Zeit der Amtmänner der Mülner war spätestens 1384 vorbei, als die Reichsvogtei Küsnacht an die Stadt Zürich überging; diese wurde am 1. Juni von König Wenzel damit belehnt.
Was mit dem Höchhus in den folgenden Jahrhunderten geschah, ist nicht bekannt. Der erste zürcherische Obervogt über Zollikon und Küsnacht, Johannes Seiler, versah wie alle seine Nachfolger sein Amt von der Stadt aus. Der bisherige Amtssitz wurde nicht länger benötigt und ging vermutlich in private Hände über.
Erst um die Wende vom 17. zum 18. Jahrhundert geben die Küsnachter Grundprotokolle Auskunft über die Bewohner des Höchhuses. Im nunmehr dreiteiligen Bau wohnten drei Familien: Die Rigold im Turm, im Rechteckbau die Lochmann und im neuen Teil die Kuser. Im Verlauf des 18. und 19. Jahrhunderts werden die Besitzverhältnisse nach zahllosen Verkäufen und Handänderungen zusehends unübersichtlicher. Das Gebäude diente bis zu sieben Familien als Wohnhaus, von denen jede einen separaten Teil bewohnte. Die Bewohner waren Handwerker und Gewerbetreibende. Um 1840 wohnte der Arzt Salomon Werdmüller im Höchhus; zur gleichen Zeit wurde ein Spezereiladen betrieben. In den folgenden Jahrzehnten wurden im Osten und im Norden zwei Anbauten mit Wohnungen und einer Schreinerwerkstatt erstellt. Auf der Seeseite entstand ein kleiner Anbau mit Terrasse.

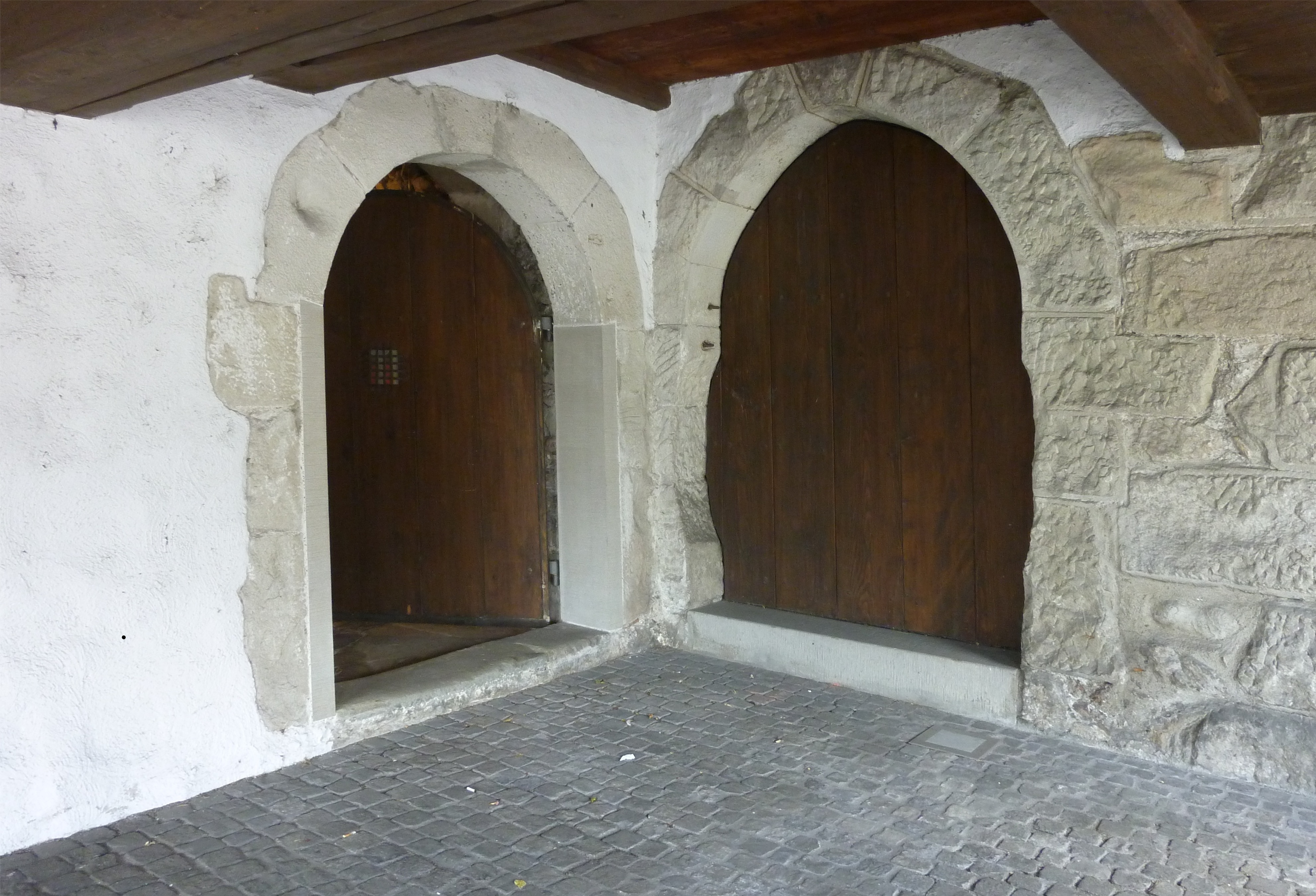
Eingänge in den Keller

Im Zusammenhang mit den Vorbereitungen zu einer umfassenden und teuren Renovation des Höchhuses erreichten Gegner des Projektes, dass an einer emotionsgeladenen Gemeindeversammlung am 15. Dezember 1967 beschlossen wurde, vom Gemeinderat den Abbruch des Gebäudes zu verlangen. Im Anschluss an diese Niederlage wurde die Stiftung «Pro Höchhus» gegründet mit dem Ziel, das Gebäude zu erhalten.

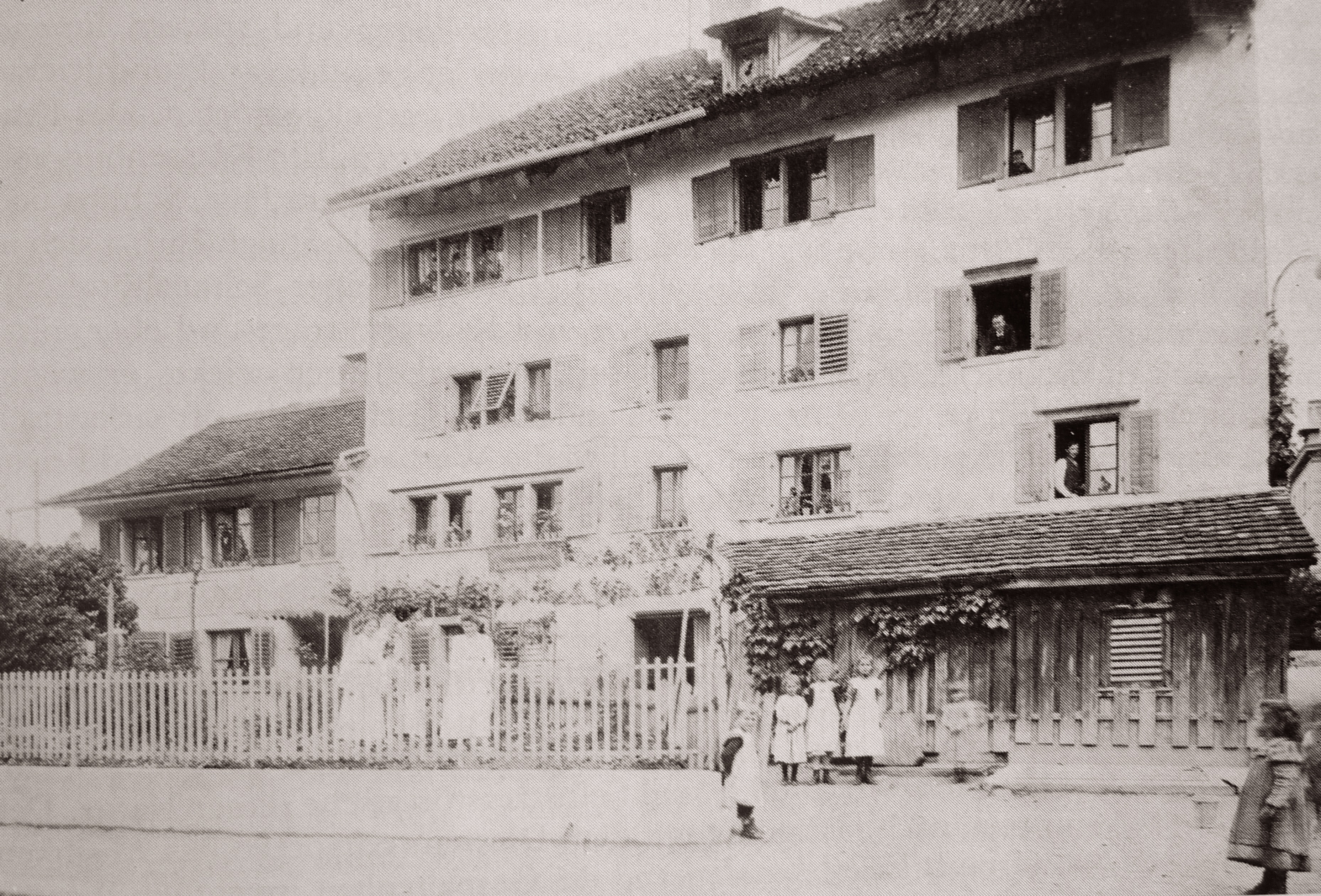
1910
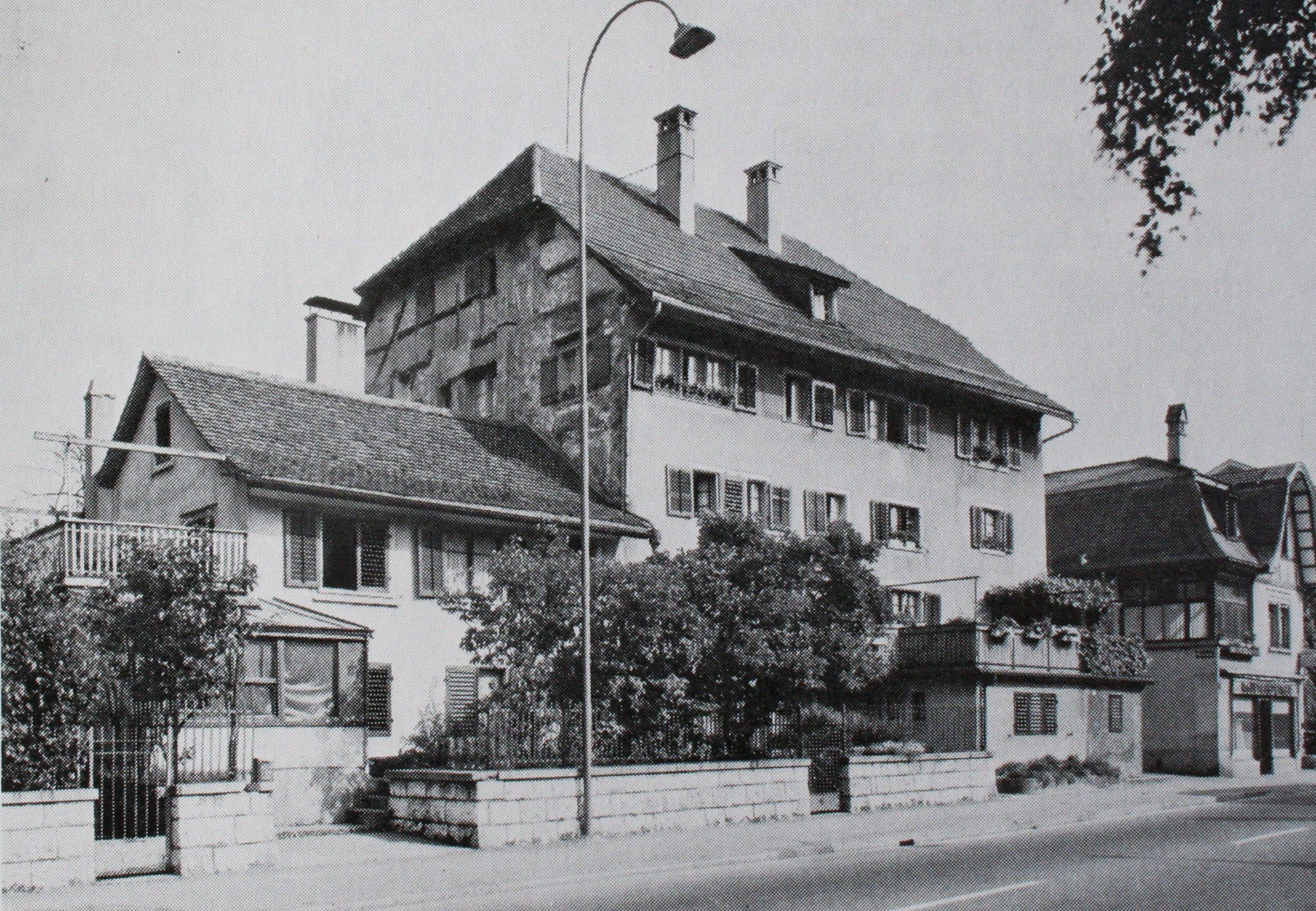
Nordwestecke mit Anbau
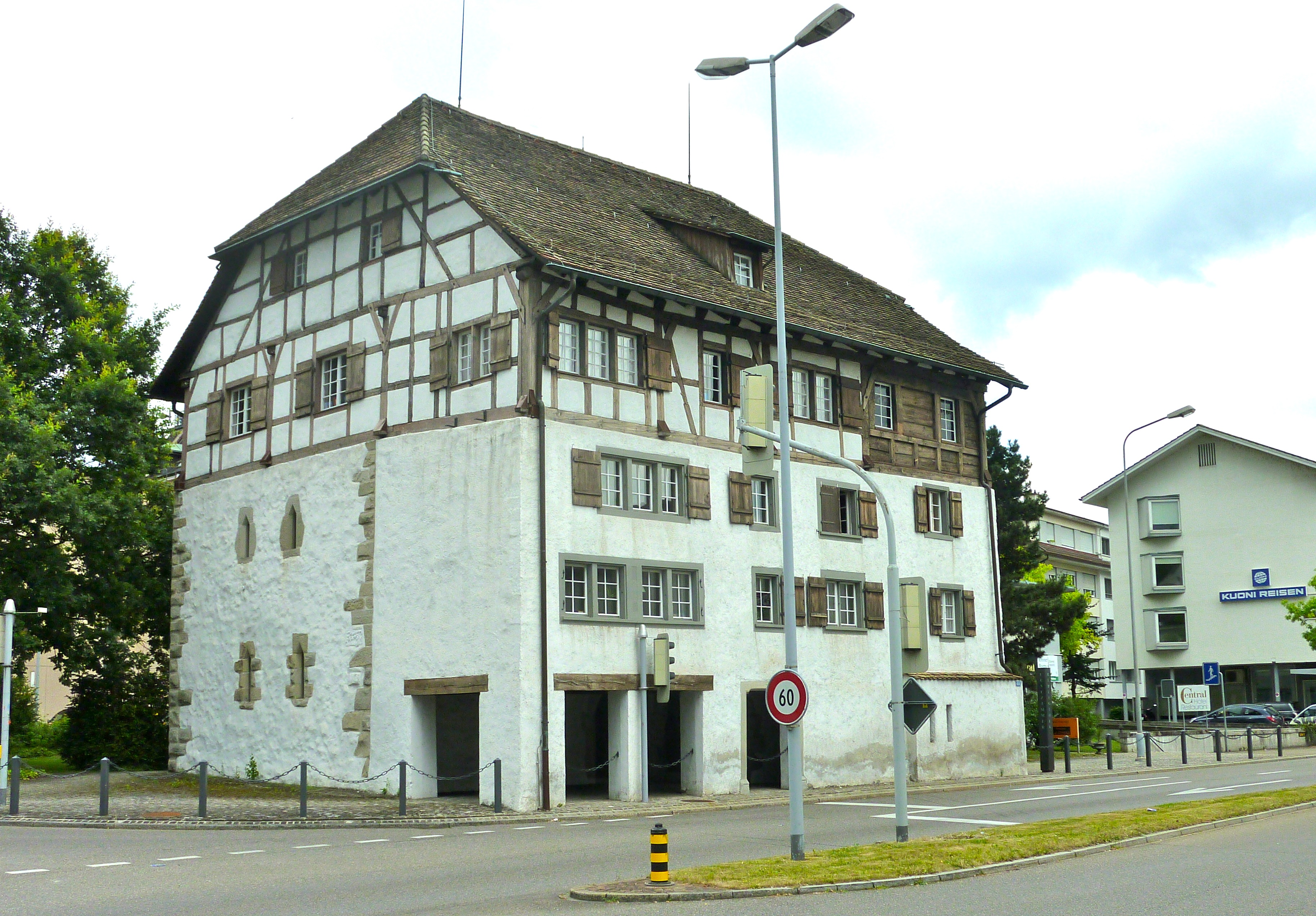
Nordwestecke 2010
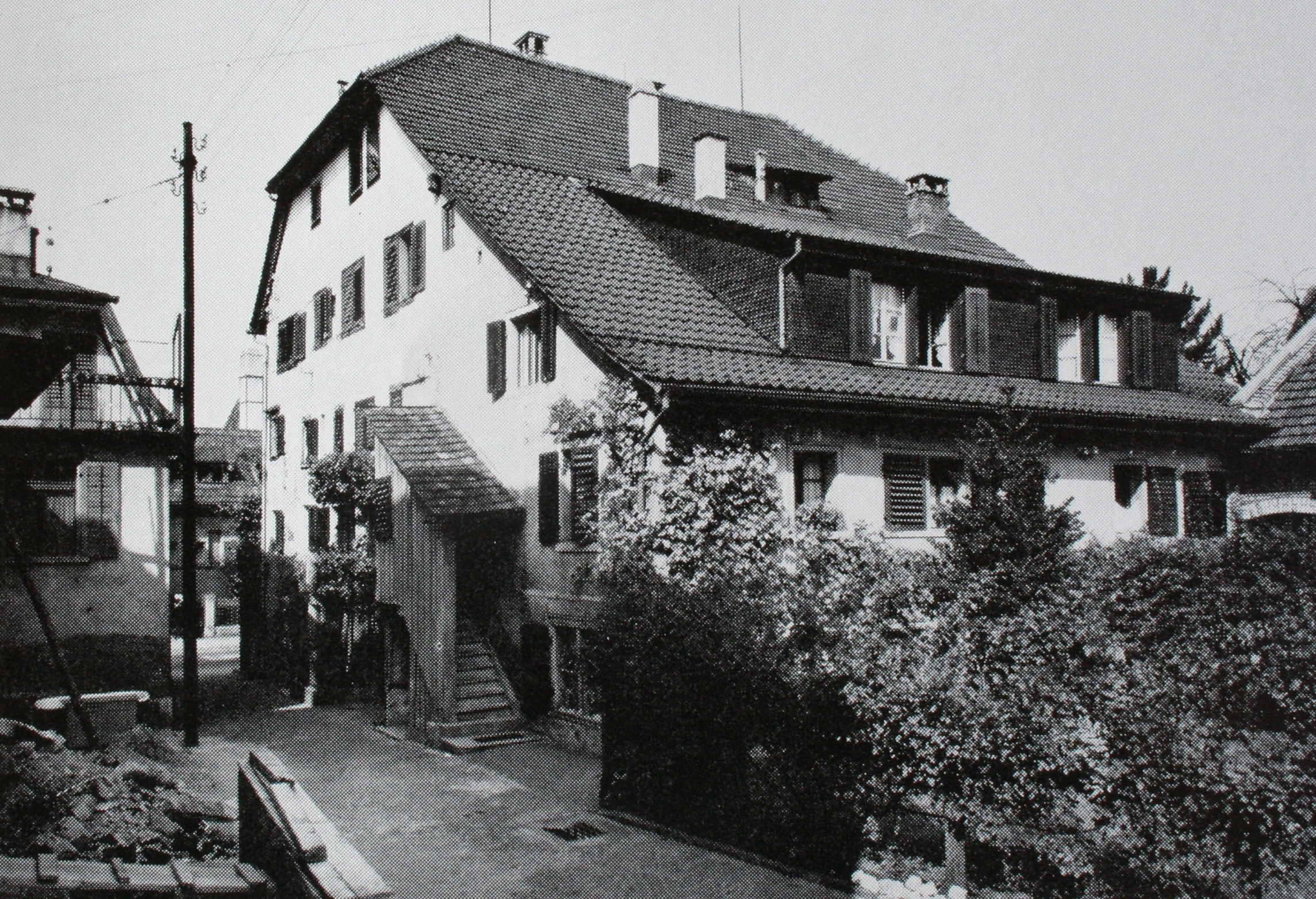
Ostseite mit Anbau
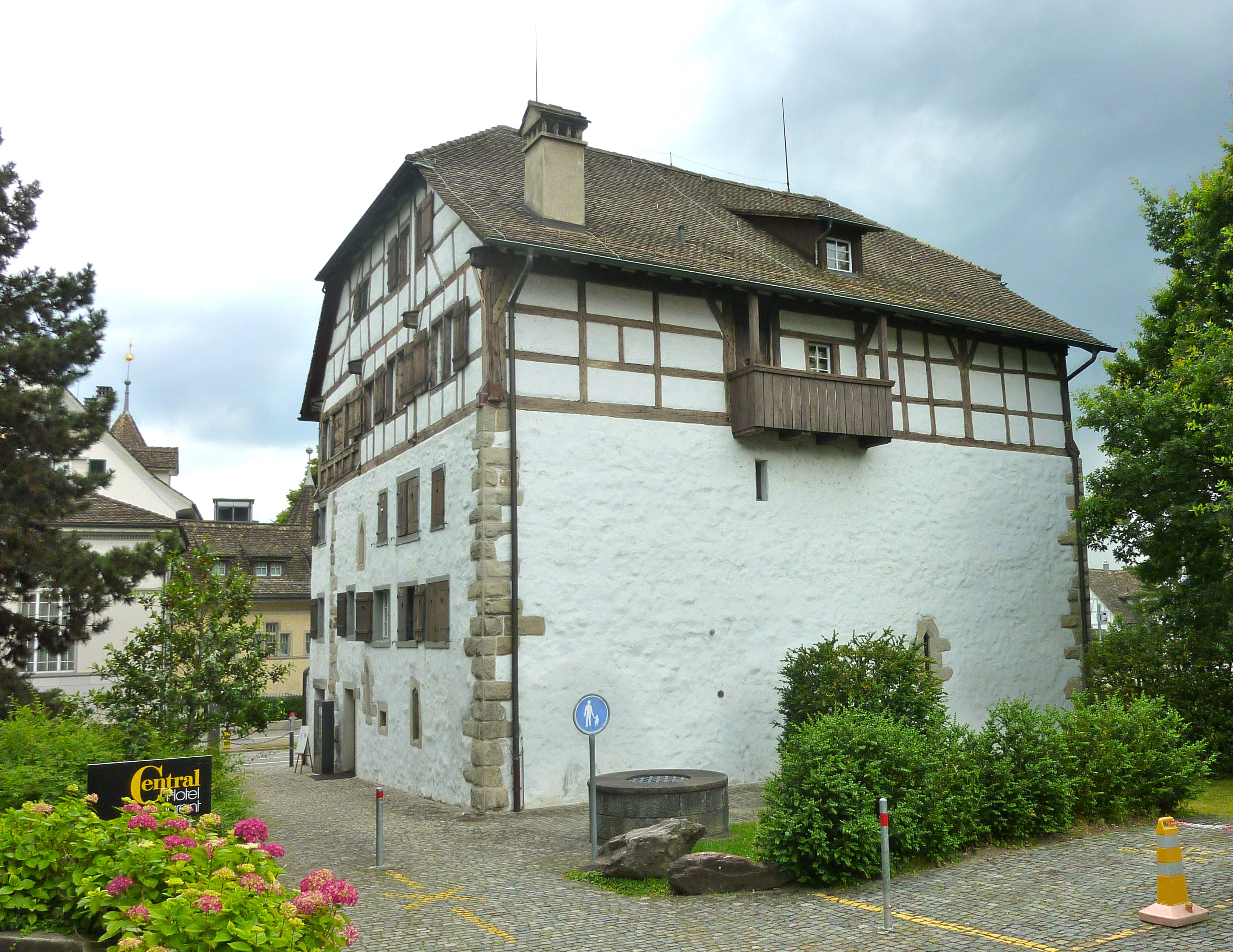
Ostseite 2010

Dank der finanziellen Unterstützung von Heimatschutz, Kanton Zürich und Gemeinde konnte der Abbruch verhindert werden. Am 2. April kam es zu einer zweiten Abstimmung, die unter dem Motto «Hushöch abe mit dem Höchhus» erneut den Abbruch des Gebäudes verlangte; das Haus stelle eine gravierende Verkehrbehinderung dar. Im gegenüberliegenden «Hotel Sonne» hoffte man auf zusätzliche Parkplätze. Nicht zuletzt dank der Unterstützung der Frauen, die diesmal mit abstimmen durften, unterlagen die Höchhus-Gegner mit 329 zu 512 Stimmen. Das beträchtliche Vermögen der Stiftung erlaubte es der Gemeinde, dem Architekten Christian Frutiger den Auftrag für die Renovation zu erteilen.
1972/73 wurden sämtliche Anbauten entfernt und das ganze Gebäude restauriert. In der südwestlichen Ecke wurde im zweiten Obergeschoss die alte Holzbauweise rekonstruiert.
Anlässlich der Erstellung der Unterführung und der Oberwachtstrasse sowie der Neugestaltung der Seestrasse wurde das Trottoir in den ursprünglichen Anbau verlegt und dieser durch Pfeiler abgestützt. Heute sind im Höchhus die Gemeindebibliothek, ein Lesezimmer, eine Galerie sowie eine Wohnung untergebracht.

## Galerie

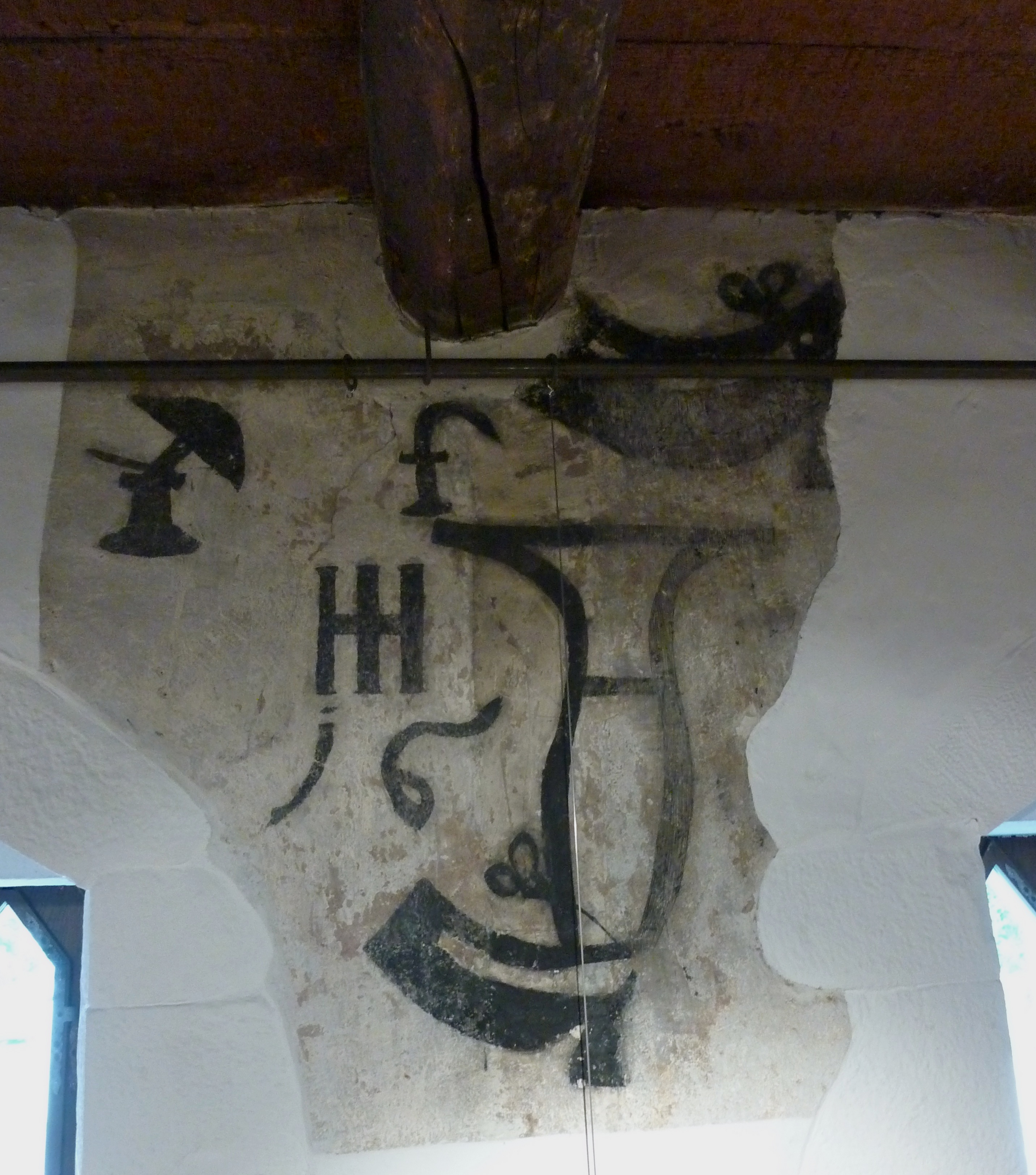
Reste alter Malereien
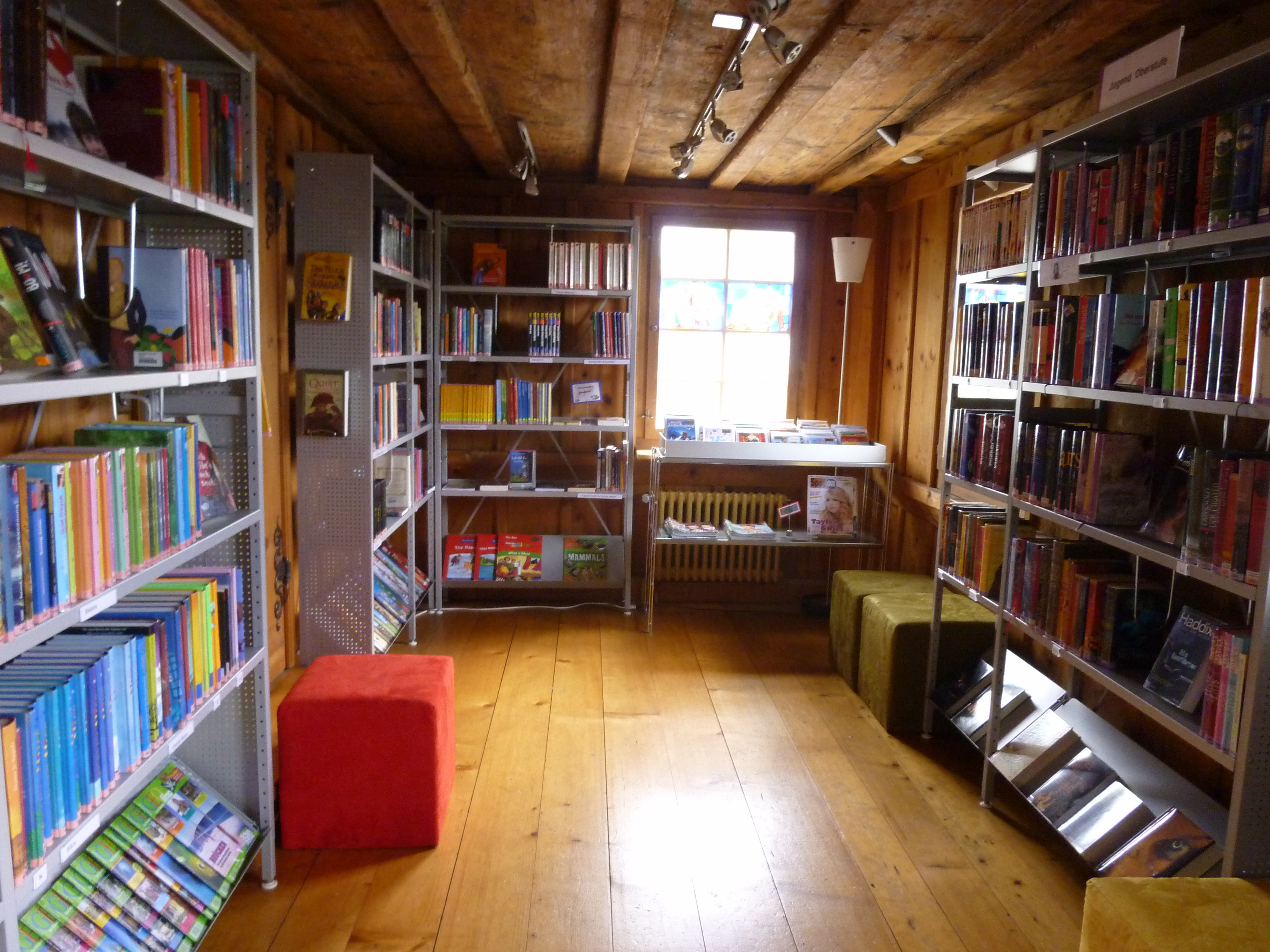
Bibliothek
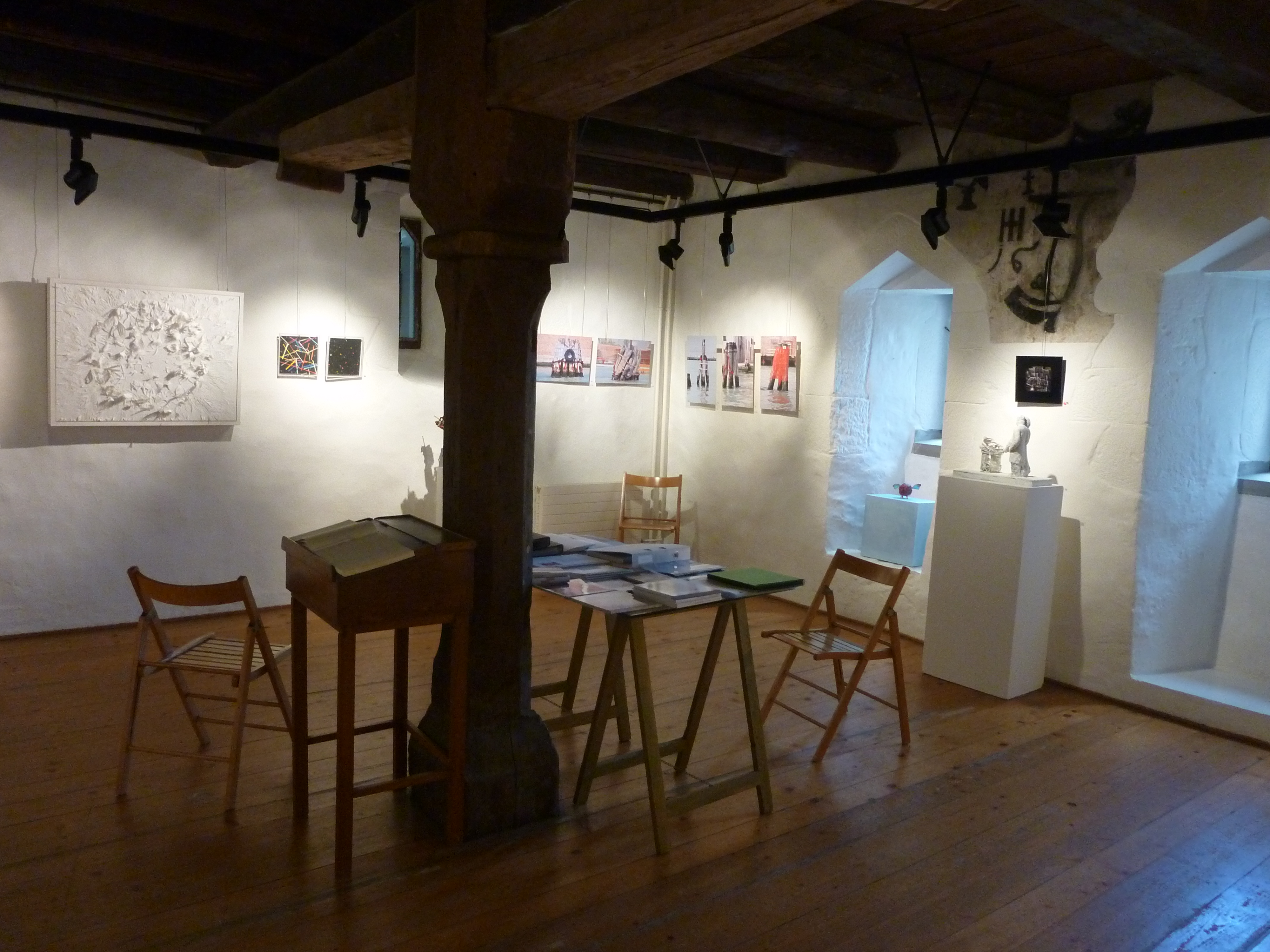
Galerie
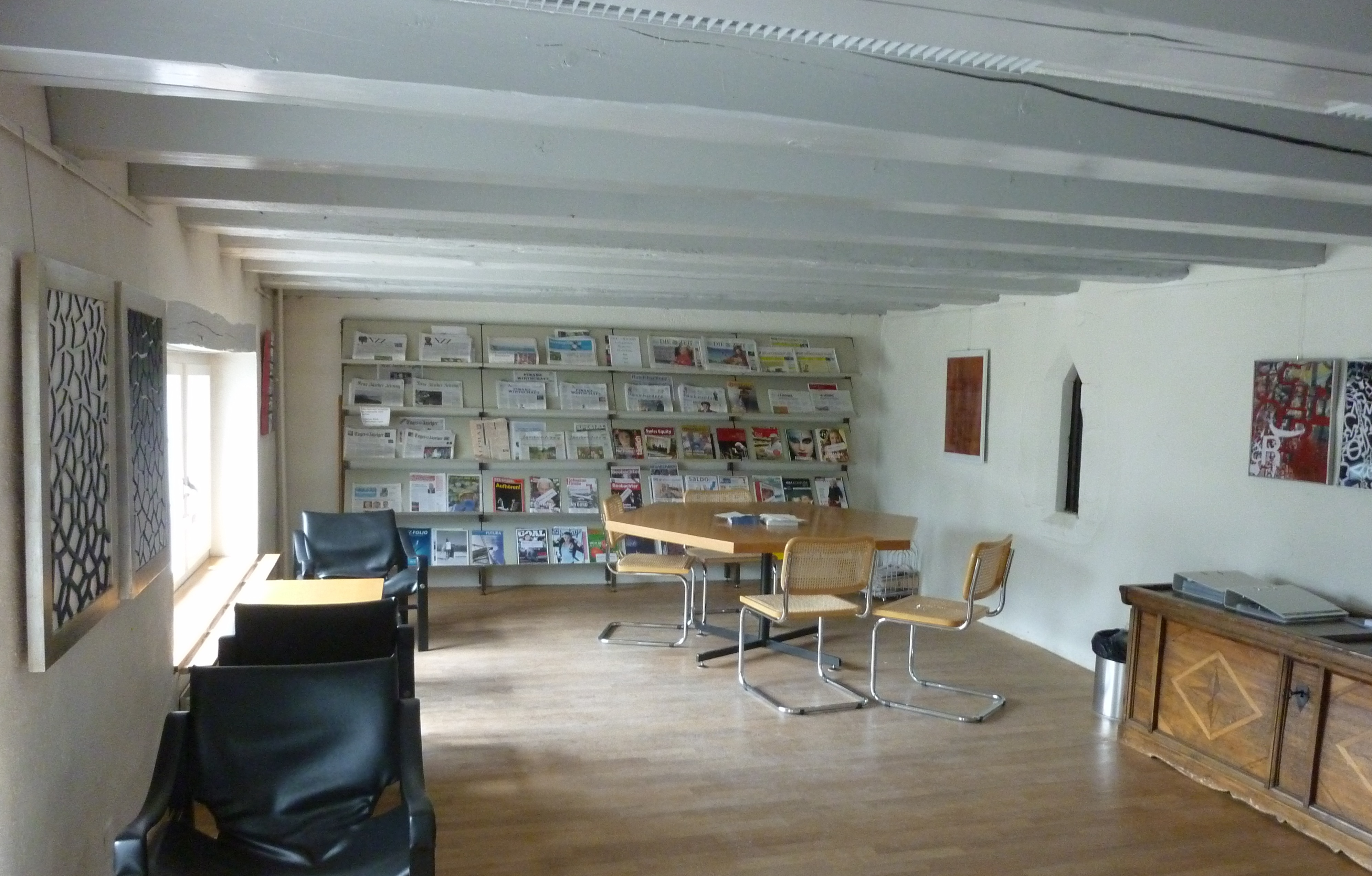
Lesezimmer